# 塞爾維亞人大遷徙

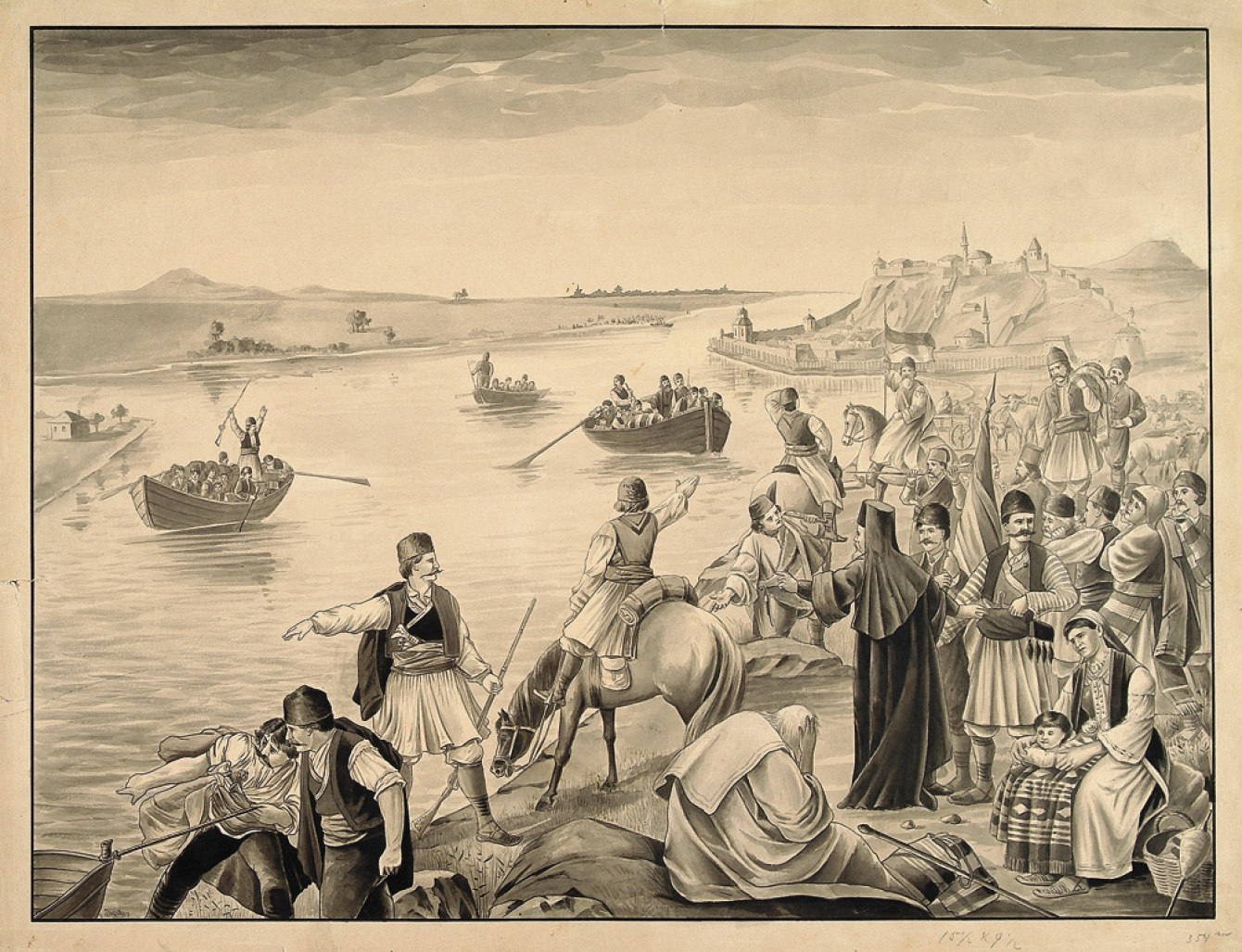
塞爾維亞人大遷徙

塞尔维亚人大迁徙，主要指17、18世纪塞尔维亚人从奥斯曼帝国统治下的各个领土到哈布斯堡君主國统治下的地区的两次大迁徙。 
第一大迁徙的过程中发生於哈布斯堡-土耳其战争（1683年至1699年），由阿尔森尼耶三世帶領，因為鄂圖曼土耳其帝國重新佔領了哈布斯堡王朝在1688和1690之间佔領的南賽爾維亞地區。 
第二次大迁徙发生在哈布斯堡-奥斯曼战争（1737-1739 年），由塞尔维亚族长 Arsenije IV Jovanović领导，与哈布斯堡王朝从塞尔维亚地区撤军同时发生； 1718年至1739年间，他们被称为塞尔维亚王国。 
来自奥斯曼帝国的大量早期移民被认为是血緣上的塞尔维亚人，而第一次大迁移的民族则被认为是國籍上的塞尔维亚人。